# CoVAXIX
CoVAXIX er navnet på Statens Serum Instituts (SSI) vaccinekandidat under udvikling for sygdommen, der kendes som COVID-19, og fremkaldes at virusset SARS-CoV-2. Vaccinekandidaten er en af to danske, den anden kendt som ABNCoV2. Kandidaten har dog kun vist lovende resultater for dens virkning i de indledende forsøg under udviklingen men den er endnu ikke godkendt til mennesker, eller er bevist at virke på mennesker som ønsket. Vaccinekandidaten blev klar til menneskeforsøg i november 2020, selvom det er imponerende hurtigt i forhold til alle tidligere vaccineudviklingsprogrammer, er CoVAXIX dog ikke den første godkendte og ibrugtagne vaccine mod COVID-19, da en håndfuld vacciner blev godkendt i de sidste uger af 2020.
Statens Serum Institut offentliggjorde navnet i juli 2020, efter flere måneders ihærdig arbejde, og skriver at vaccinekandidaten på det tidspunkt virker meget lovende, og man vil gå hastig videre med dyreforsøg på aber. Vaccinekandidaten har ved de indledende forsøg på mus, vist samme eller bedre immunitet, som menneskekroppens immunforsvar selv opnår efter et sygdomsforløb. Statens Serum Institut vil løbende følge op på deres arbejde og fremgang på deres nyhedsafsnit på deres hjemmeside under nyheder.
CoVAXIX er udviklet som en DNA-vaccine. Denne type vaccine er en teknik, der først fornylig er modnet, og benyttes også af andre forskergrupper, der ligeledes udvikler vacciner til SARS-CoV-2. Metoden går på at sammensætte et DNA sæt, som efterligner viraets kendetegn for kroppen immunforsvar, således at det påbegynder de modstandsværktøjer, kroppen kan udvikle for at bekæmpe sygdommen. Når kroppen herefter bliver udsat for den rigtige smitte, kender kroppens immunforsvar allerede disse værktøjer, og kan sætte øjeblikkelig i gang, og dermed undgå det hårde sygdomsforløb, man normalt oplever. Modsat tidligere vacciner, er der ikke tale om en "svækket" udgave af sygdommen, eller en anden variant af sygdommen. CoVAXIX betegnes derfor som en "ikke levende vaccine".